# Gina Mambrú
Gina Altagracia Mambrú Casilla (Santo Domingo, 21 gennaio 1986) è una pallavolista dominicana, opposto dell'İlbank.

## Carriera

### Club
La carriera di Gina Mambrú inizia nella formazione del Los Cachorros, dove gioca dal 2001 al 2005. Nella stagione 2006-07 fa la sua prima esperienza in un campionato estero, andando a giocare nella División de Honor spagnola col Sanse. Al termine di questa esperienza, torna a giocare in patria, difendendo i colori del Distrito Nacional e Deportivo Nacional, con nel mezzo una esperienza in un club di Trinidad e Tobago.
Nella stagione 2008-09 gioca nella V.Challenge League, serie cadetta del campionato giapponese, con le Ageo Medics, risultando miglior realizzatrice e miglior attaccante del campionato, nonostante il terzo posto finale della sua squadra. Nella stagione seguente approda invece in Brasile, al GRER, club di Superliga.
Dopo due stagioni all'estero, torna a giocare al Distrito Nacional. Nella stagione 2013 approda nella Liga de Voleibol Superior Femenino, dove veste la maglia delle Pinkin de Corozal, raggiungendo le finali scudetto. Nella stagione seguente è nuovamente in Porto Rico, questa volta per difendere la maglia delle Lancheras de Cataño.
Nella stagione 2014-15 gioca nella Voleybol 1. Ligi turca col Beşiktaş, al termine degli impegni con la formazione turca, nel maggio 2015 firma col Mirador per il solo campionato mondiale per club. A metà stagione seguente viene ingaggiata dal Neruda di Bronzolo, nella Serie A1 italiana. Ritorna in campo per disputare il campionato 2017 con la squadra indonesiana del Jakarta Popsivo, nella Proliga.
Rientra in Repubblica Dominicana per disputare la prima edizione della Liga de Voleibol Superior con il Caribeñas, conquistando lo scudetto. Per il campionato 2019 approda attraverso uno scambio di giocatrici al Cristo Rey. Torna a giocare in Indonesia per la Proliga 2020, ancora con il Jakarta Popsivo, mentre poco dopo l'inizio del campionato 2020-21 si accasa nuovamente in Turchia, disputando la Sultanlar Ligi con l'İlbank.

### Nazionale
Partecipa al campionato nordamericano Under-20 2006, vincendo la medaglia d'argento e venendo premiata come miglior attaccante del torneo e nel 2008 debutta anche nella nazionale dominicana maggiore, vincendo la medaglia d'argento alla Final Four Cup.
Nell'estate del 2009 vince l'argento alla Coppa panamericana, il bronzo alla Final Four Cup e l'oro al campionato nordamericano, qualificandosi alla Grand Champions Cup, dove vince un altro bronzo; un anno dopo invece conquista la medaglia d'oro alla Coppa panamericana, ai XXI Giochi centramericani e caraibici e alla Final Four Cup.
Dopo aver vinto la medaglia d'argento alla Coppa panamericana 2011, conquista un altro argento al campionato nordamericano 2013 e partecipa alla Grand Champions Cup 2013, venendo premiata come miglior opposto; seguono la medaglia d'oro prima alla Coppa panamericana 2014 e poi ai XXII Giochi centramericani e caraibici, ricevendo il premio di miglior servizio, e alla NORCECA Champions Cup 2015, la medaglia d'argento alla Coppa panamericana 2015, il bronzo ai XVII Giochi panamericani, dove viene premiata come miglior servizio del torneo, e l'argento al campionato nordamericano 2015.
Successivamente conquista l'oro alla Coppa panamericana 2016, torneo nel quale vince l'argento nel 2017, 2018 e 2019, seguiti dall'oro ai XIII Giochi centramericani e caraibici, dall'argento alla NORCECA Champions Cup 2019 e da un altro oro al campionato nordamericano 2019.

## Palmarès

### Club
- Campionato dominicano: 1

2018

### Nazionale (competizioni minori)
- Campionato nordamericano Under-20 2006
- Final Four Cup 2008
- Coppa panamericana 2009
- Final Four Cup 2009
- Coppa panamericana 2010
- Giochi centramericani e caraibici 2010
- Final Four Cup 2010
- Coppa panamericana 2011
- Montreux Volley Masters 2013
- Coppa panamericana 2014
- Giochi centramericani e caraibici 2014
- NORCECA Champions Cup 2015
- Coppa panamericana 2015
- Giochi panamericani 2015
- Coppa panamericana 2016
- Coppa panamericana 2017
- Coppa panamericana 2018
- Giochi centramericani e caraibici 2018
- Coppa panamericana 2019
- NORCECA Champions Cup 2019

### Premi individuali
- 2006 - Campionato nordamericano Under-20: Miglior attaccante
- 2009 - V.Challenge League: Miglior realizzatrice
- 2009 - V.Challenge League: Miglior attaccante
- 2009 - Qualificazioni nordamericane al campionato mondiale 2010: MVP
- 2009 - Qualificazioni nordamericane al campionato mondiale 2010: Miglior servizio
- 2010 - Pallavolista dominicana dell'anno
- 2013 - Grand Champions Cup: Miglior opposto
- 2014 - XXII Giochi centramericani e caraibici: Miglior servizio
- 2015 - XVII Giochi panamericani: Miglior servizio
- 2016 - Qualificazioni ai Giochi della XXXI Olimpiade: Miglior servizio